# Plaine-Haute
Plaine-Haute (bretonisch: Plenaod) ist eine französische Gemeinde mit 1.705 Einwohnern (Stand: 1. Januar 2022) im Département Côtes-d’Armor in der Region Bretagne. Sie gehört administrativ zum Arrondissement Saint-Brieuc.

## Geographie
Die Gemeinde liegt etwa zehn Kilometer südwestlich von Saint-Brieuc und wird im Osten vom Küstenfluss Gouët begrenzt. Umgeben wird Plaine-Haute von der Gemeinde Saint-Donan im Norden, von Saint-Julien im Osten, von Saint-Brandan im Süden und von Le Fœil im Südwesten.
Im Ort steht der Menhir du Fuseau.

## Bevölkerungsentwicklung
| 1962 | 1968 | 1975 | 1982 | 1990 | 1999 | 2008 | 2012 |
| 898  | 918  | 1025 | 1102 | 1117 | 1211 | 1307 | 1485 |

## Baudenkmäler
Siehe: Liste der Monuments historiques in Plaine-Haute
Der 1883 im Verzeichnis des Département Côtes-d’Armor erwähnte Menhir du Fuseau – deutsch „die Spindel“, im Sinne von Spinnwirtel genannt – befindet sich südlich von Plaine-Haute.